# Anomaluromorphi
Infra-ordre
Les Anomaluromorphi sont un infra-ordre (anciennement le sous-ordre des Anomaluromorpha) de Rongeurs du sous-ordre des Supramyomorpha. Ils regroupent trois familles : les Anomaluridae et les Zenkerellidae, sortes d'écureuils volants, et les Pedetidae dont les lièvres sauteurs sont les derniers représentants vivants. 

## Taxinomie
C'est le zoologiste suisse Jørgen Bugge qui a défini le sous-ordre des Anomaluromorpha en 1974. Il regroupait les familles des Anomaluridae et des Pedetidae. La famille des Zenkerellidae a été séparée des Anomaluridae en 2016. L'infra-ordre des Anomaluromorphi, regroupant ces trois familles, a été défini en 2019 sur la base d'analyses phylogénétiques.

### Synonymes
Anomaluromorphi a pour synonymes :
- Anomaluroidei Tullberg, 1899
- Anomaluromorpha Bugge, 1974
- Pedetomorpha Landry, 1999

### Liste des familles
Cet infra-ordre regroupe les trois familles actuelles suivantes,,, :
- Anomaluridae
- Pedetidae
- Zenkerellidae

Il est divisé en deux super-familles,, regroupant les familles fossiles et actuelles suivantes :
- super-famille des Anomaluroidea Gervais, 1848
  - Anomaluridae Gervais, 1848
  - genre † Downsimys Flynn, Jacobs & Cheema, 1986
  - † Nementchamyidae Marivaux, Essid, Marzougui, Khayati Ammar, Merzeraud, Tabuce & Vianey-Liaud, 2015
  - † Nonanomaluridae Pickford, Senut, Musalizi & Musiime, 2013
  - † Zegdoumyidae Vianey-Liaud, Jaeger, Hartenberger & Mahboubi, 1994
  - Zenkerellidae Matschie, 1898
- super-famille des Pedetoidea Gray, 1825
  - † Parapedetidae McKenna & Bell, 1997
  - Pedetidae Gray, 1825

### Publication originale
- (en) Guillermo D'Elía, Pierre-Henri Fabre et Enrique P Lessa, « Rodent systematics in an age of discovery: recent advances and prospects », Journal of Mammalogy, Baltimore, Allen Press (d), OUP et ASM, vol. 100, no 3,‎ 23 mai 2019, p. 852-871 (ISSN 0022-2372 et 1545-1542, OCLC 1800234, DOI 10.1093/JMAMMAL/GYY179, JSTOR 27018166).